# US Yatenga Ouahigouya
US Yatenga Ouahigouya ist ein Fußballverein aus dem westafrikanischen Staat Burkina Faso. Er stammt aus der im Norden des Landes gelegenen Stadt Ouahigouya.
Der Klub trägt ist nach Yatenga benannt, der Provinz und dem ehemaligen Mossi-Reich, dessen Hauptstadt Ouahigouya war. USY entstand durch eine Fusion von Stade Yatenga und einem kleineren Klub und spielt nach seinem Aufstieg 2005 in der ersten Division des Landes. Großsponsor ist die Groupe Fadoul des libanesischen Geschäftsmannes Georges Fadoul.